# Lina Leandersson

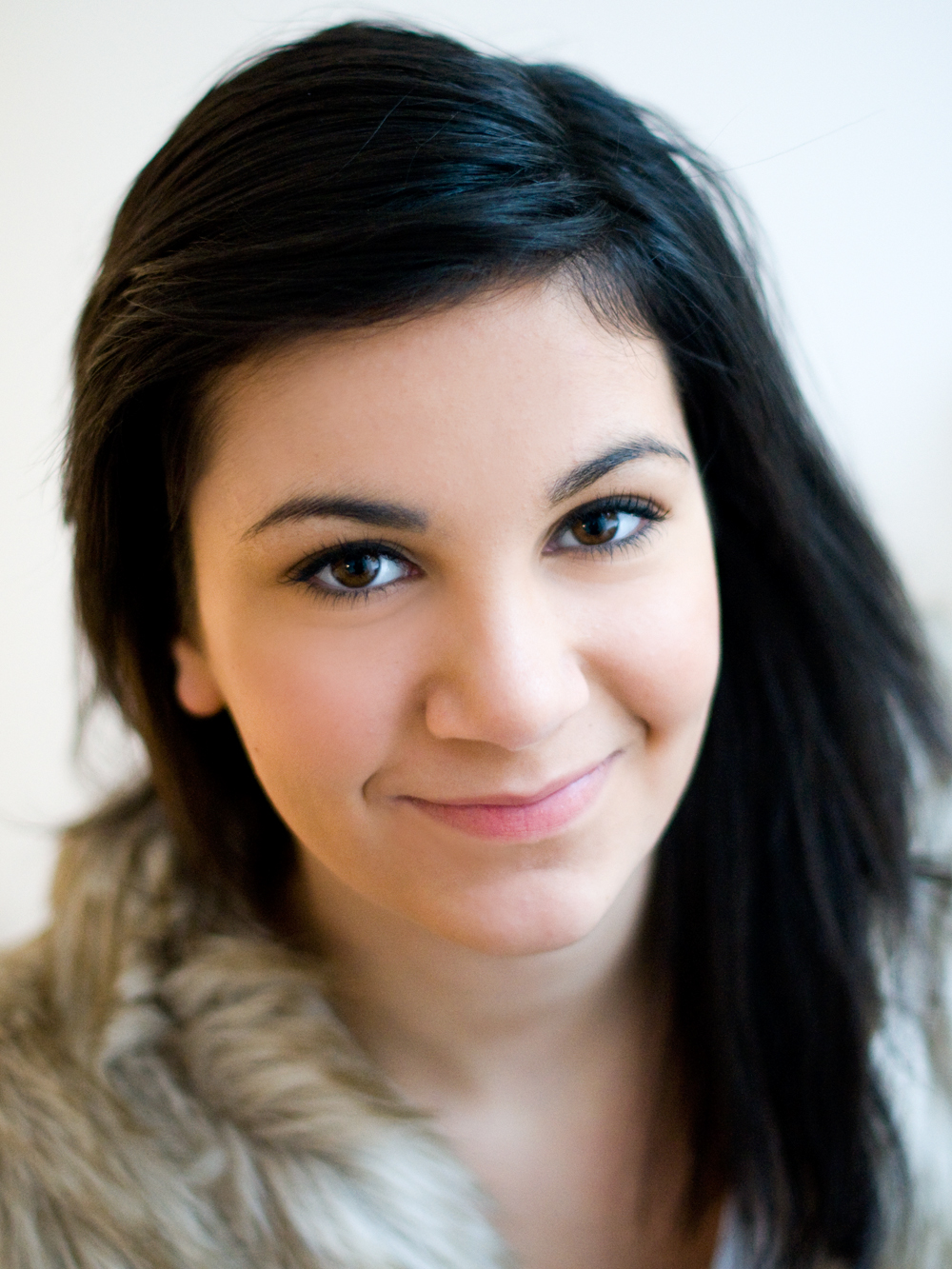
Lina Leandersson (November 2009)

Lina Leandersson (* 27. September 1995 in Falun, Dalarnas län) ist eine schwedische Schauspielerin. Einem breiten Publikum wurde sie durch ihre erste Hauptrolle in dem Spielfilm So finster die Nacht (2008) bekannt.

## Biografie
Lina Leandersson ist schwedischer und iranischer Abstammung und wurde in Falun geboren, wo sie auch aufwuchs und die Schule besuchte. Obwohl ihre Familie dem Sport sehr zugetan ist, begann sie bereits in frühen Jahren sich für Tanz und Schauspielerei zu interessieren. Sie spielte unter anderem an einem Amateur-Theater und nahm an Schauspielkursen teil. Außerdem widmete sie sich dem Street- und Jazzdance. Im Jahr 2006 trat die 11-Jährige als Jurorin beim Lilla Melodifestivalen, dem schwedischen Vorentscheid zum Junior Eurovision Song Contest, in Erscheinung. Im selben Jahr wurde Leandersson mit fünf weiteren Kindern aus 500 Bewerbern ausgewählt, um am schwedischen Kinderprogramm Nickelodeon’s programledarskola teilzunehmen, das im Oktober 2006 im Fernsehen ausgestrahlt wurde.
Der Durchbruch als Schauspielerin gelang Leandersson mit ihrer ersten Hauptrolle in Tomas Alfredsons Spielfilm So finster die Nacht (2008). Das düstere Horror-Drama, eine Verfilmung des gleichnamigen Romans von John Ajvide Lindqvist, ist Anfang der 1980er Jahre in einer schwedischen Trabantenstadt angesiedelt und erzählt die Geschichte eines von seinen Klassenkameraden terrorisierten 12-jährigen Schülers (gespielt von Kåre Hedebrant), der die Bekanntschaft mit einem neu hinzugezogenen Nachbarskind macht. Zwischen dem gleichaltrigen Mädchen, das sich als Vampir entpuppt, und dem Außenseiter entwickelt sich eine enge Beziehung, die dem Jungen Anschluss und Schutz gewährt. Obwohl sie das Drehbuch des Films nicht kannte, hatte Leandersson an einem Internet-Casting teilgenommen und dreimal für die Rolle vorgesprochen, ehe sie den Part der Eli erhielt. Um die Figur androgyner darstellen zu können, ließ Regisseur Tomas Alfredson die Stimme seiner Hauptdarstellerin nachsynchronisieren. Ebenso war es Leandersson als auch Kodarsteller Kåre Hedebrant nicht erlaubt, das Drehbuch zu lesen. Um Informationen über die jeweils zu spielenden Szenen weiterzugeben, las Alfredson den beiden Kindern ihren Text vor jeder Szene laut vor. Der Regisseur lobte seine Hauptdarstellerin nach den Dreharbeiten als „ungewöhnliches Mädchen“ und verglich Leandersson häufig aufgrund ihrer ausgestrahlten Weisheit und Ruhe mit „einer 80-jährigen alten Frau“.
So finster die Nacht feierte seine Uraufführung Ende Januar 2008 auf dem Göteborg International Film Festival, wo Tomas Alfredsons Regiearbeit sogleich mit dem Hauptpreis des Filmfestivals ausgezeichnet wurde. Der Film stand in der Gunst des Kinopublikums und der Kritiker und wurde unter anderem mit fünf Guldbagge-Auszeichnungen, Schwedens wichtigstem Filmpreis, preisgekrönt. Ebenso gepriesen für ihre Schauspielleistung wurde die noch relativ unbekannte Lina Leandersson in der Rolle der Eli. Die Welt hob den Ernst der kindlichen Darsteller des „höchst originellen Vampir- und Erwachsendwerden-Film(s)“ hervor, während US-amerikanische Kritiker Leandersson als „extrem gut“, „mysteriös und fesselnd“ beschrieben und sie mit Kirsten Dunst in Interview mit einem Vampir (1994) verglichen. Sie gewann den Online Film Critics Society Award als Beste Nachwuchsdarstellerin, wo sie sich unter anderem gegen Dev Patel (Slumdog Millionär) und ihren Filmkollegen Kåre Hedebrant durchsetzte und wurde neben so bekannten Filmschauspielerinnen wie Kristin Scott Thomas (So viele Jahre liebe ich dich) oder Michelle Williams (Wendy and Lucy) für den Chlotrudis Award als Beste Hauptdarstellerin nominiert.
Leandersson lebt gemeinsam mit ihrer Mutter, ihrem Stiefvater und zwei jüngeren Schwestern in Falun. Nach dem Erfolg ihrer ersten Filmrolle plant die Schülerin, die unter anderem American History X, The Sixth Sense und Abbitte zu ihren Lieblingsfilmen zählt, ihre Schauspielkarriere fortzusetzen. Die nächsten Filme mit ihr wurden jedoch erst im Jahre 2012 mit den Produktionen The Arbiter und Tenderness gedreht.

## Filmografie
- 2008: So finster die Nacht (Låt den rätte komma in)
- 2013: The Arbiter
- 2013: Ömheten

## Auszeichnungen
Chicago Film Critics Association Award
- 2008: nominiert als Beste Nachwuchsdarstellerin für So finster die Nacht

Chlotrudis Awards
- 2009: nominiert als Beste Hauptdarstellerin für So finster die Nacht

Fangoria Chainsaw Award
- 2009: Beste Hauptdarstellerin für So finster die Nacht[15]

Online Film Critics Society Award
- 2009: Beste Nachwuchsdarstellerin für So finster die Nacht

Saturn Award
- 2009: nominiert als Beste Nachwuchsdarstellerin für So finster die Nacht

Young Artist Award
- 2009: nominiert in der Kategorie Beste Darstellung in einem internationalen Spielfilm (gemeinsam mit Kåre Hedebrant) für So finster die Nacht[16]